# آلبرتو بیگون
آلبرتو «آلبرتینو» بیگون(به ایتالیایی: Alberto Bigon) (زاده ۳۱ اکتبر ۱۹۴۷ در پادووا)، مربی ایتالیایی و بازیکن بازنشسته فوتبال است.